# Colloquium Mathematicum
Colloquium Mathematicum ist eine mathematische Fachzeitschrift, die vom Institut für Mathematik der Polnischen Akademie der Wissenschaften herausgegeben wird. Sie richtet sich an ein breiteres mathematisches Publikum und veröffentlicht Arbeiten moderater Länge, darunter Forschungsarbeiten, interessante neue Beweise bedeutender Sätze und Darstellungen aktueller Forschung aus allen Gebieten der reinen Mathematik.
Die Zeitschrift wurde 1947 von Bronisław Knaster, Edward Marczewski, Hugo Steinhaus und Władysław Ślebodziński gegründet. Sie erscheint heute in englischer Sprache.